# Сугестія
Сугéстія, також навіювання — це психологічний процес, за допомогою якого людина або явище натякають, або впливають на віру, ведуть до переконань, або бачать щось без об'єктивних причин.
Сугестія — це тип прямого повідомлення, через який людина намагається впливати на рішення, вірування, судження, думки та поведінку іншої людини чи групи людей, не звертаючись до раціональної аргументації та не використовуючи фізичного примусу. Визначається як сукупність різних засобів вербального і невербального емоційно забарвленого впливу на людину з метою створення у неї певного стану або спонукання її до певних дій.
Це психологічний процес, з допомогою якого люди, засоби масової інформації, книги, і всі види організацій, які обробляють концепції і мають можливість видавати інформацію, — що може вести думки, емоції, почуття або поведінку і фізичний стан інших людей. При цьому процесі індукуються віра, або думка або екзистенційна умова, що людина не може протистояти їй чи не може попередити причину.  Сугестія відіграє важливу роль у колективній поведінці, особливо в соціальних заворушеннях. У розмовній мові сугестія часто стосується такого впливу як соціальний тиск або гіпноз.

## Види
Сугестія пов'язана з установками особистості — це стійкі, фіксовані, ригідні (не гнучкі) утворення особистості, які стабілізують спрямованість її діяльності, поведінки, уявлень про себе і світ. Установка має за мету схиляти індивіда до певної форми реагування, оцінювання, готовності, до орієнтації діяльності згідно з певними цінностями, що може сприяти задоволенню конкретної потреби. Повторення ситуацій поступово формує фіксовані установки особистості, які впливають на соціальне життя, життєву стратегію людини.
Навіювання, як правило, є вербальним, але може також бути візуальним або залучати інші відчуття.
З видів сугестії можна виділити:
- Гетеросугестія
- Автосугестія, самосугестія (самонавіювання) (Див. Афірмація)
- Ідемомоторні навіювання

## Сугестивні технології при маніпулятивних впливах
Сугестивні технології є проявом маніпулятивних впливів (інформаційний вплив, інформаційно-технічний вплив, інформаційно-психологічний вплив, сугестія (навіювання), спеціальні інформаційні операції, акції інформаційної агресії, інформаційні війни та інформаційна зброя).
Тривалий час думка науковців у вивченні вербальної сугестії рухалась саме через дослідження текстів гіпнозу. Найбільший внесок тут було зроблено медиками. Передовим у проведенні прямого вербального впливу, не опосередкованого ритуалом, був маркіз Шастене де Пюісегюр. На початку 19 століття навчилися вербальними командами швидко вводити пацієнта у стан гіпнотичного сну, який ставав тлом для інших навіювань. Вкінці 19 століття було відкритте самонавіювання.
Оригінальна нейро-психологічна теорія про гіпнотичне навіювання була заснована на ідеомоторній рефлекторній реакції Вільяма Бенджаміна Карпентара та Джеймса Брейда.

## Гіпноз і навіювання
П'єр Джанет і Іполіт Бернхейм погоджуються з думкою, що сугестивність не обов'язково пов'язана з гіпнозом.
Існують декілька різновидів гіпнотичного впливу. Так званий «естрадний» гіпноз значною мірою заснований на ефекті психічного «зараження». За великого скупчення народу завжди присутня та частина людей, якій властиве самопереконання. Це і психічно неврівноважені, а то і просто психічно нездорові люди, люди, схильні до різного роду психопатій та істерій. Можна сказати, що вони приходять на показовий сеанс уже загіпнотизовані. Ефект їхнього перебування у гіпнотичному трансі справляє вплив на інших.
Медичний або директивний гіпноз пов'язаний із введенням пацієнта у гіпнотичний стан (частіше за все, сну) під дією таких чинників:
- 1) деактивізована дія монотонних подразників, що часто фізіологічно викликає втому відповідних органів чуття та розвиток процесів гальмування в межах відповідних зон кори головного мозку;
- 2) розслаблення, релаксація м'язів;
- 3) сприйняття звукових сигналів у сні і навіть виконання команд пов'язане з різними особливостями психіки;
- 4) охоронна роль навіювання закріплена в людській психіці філогенетично.

Використання медичного гіпнозу — професійна справа і може практикуватись тільки спеціально підготовленим спеціалістом. Крім професійних критеріїв, вагомим є і ступінь моральної виправданості гіпнотичного впливу.

### Транс і навіювання
Сучасне наукове дослідження гіпнозу, яке слідує за структурою роботи Кларка Леонарда Халла, відокремлює два суттєвих чинника: «транс» і навіювання.

## Історія думки в теоретичному дослідженні психологічного поняття
Голосова заборона, що з'явилась ще в біологічній природі передлюдей. Внутрішньовидова голосова сугестія — двигун гомінізації передлюдей. Сугестор — людина, яка маніпулює (навіює); сугеренд — об'єкт навіювання (адресат). Синонімом до сугестії є навіювання.
- Сучасне суспільство протягом століть формувалось під впливом сугестії та контрсугестії. Друга сигнальна система виникла під впливом гальмування певних реакцій людини, а гальмування в свою чергу головним чином створюється під впливом сугестії, підкріпленою інформацією.
- На початкових етапах сугестивного впливу необхідно застосовувати примусовий фізичний вплив (інфлюацію), який призведе до голосової сугестії
- Голосове гальмо тримає всі заборонені домінанти. Якщо відбудеться зрив — то істота може вчинити все заборонене.
- Сугестія може викликати асугестивність (неконтактність, небажання спілкуватись).
- Сугестор — людина, яка маніпулює (навіює); сугеренд — об'єкт навіювання(адресат).

## Самонавіювання
Під самонавіюванням розуміється навчання, модифікацію й укріплення установок, картини світогляду та психологічних станів, обумовлене не стороннім впливом, а свідомою діяльністю людини. Людина може легко налаштувати себе на гарний або поганий настрій, прийняти для себе те чи інше переконання — це і є самонавіювання, яке найчастіше здійснюється всупереч будь-якій логіці.
Еміль Куе, французький фармацевт і психолог, на початку 20-го століття розробив метод під назвою «свідоме самонавіювання», який підкреслював силу самогенерованих навіювань впливати на психічний і фізичний стан людини. Його відоме твердження: «З кожним днем я стаю все кращим і кращим» стало наріжним каменем його підходу, відомого як метод Куе. Робота Куе ґрунтувалася на ідеях попередніх гіпнотизерів, таких як Брейд і Месмер, але він змістив фокус із сили гіпнотизера на власну здатність суб'єкта до самонавіювання. Його акцент був на ролі індивідуальної уяви та віри в зцілення.